# 小行星2018
小行星2018（2018 Schuster）是一颗围绕太阳公转的小行星。1931年10月17日，卡爾·威廉·萊茵姆特在海德堡发现了此天体。
該小行星以德國天文學家漢斯-埃米爾·舒斯特命名。
这颗小行星的绝对星等为157.8164790268492等。